# Тверда та м'яка C
Тверда та м'яка с — явище в європейських мовах, коли латинська літера с у різних позиціях читається як два різних звуки. Звук твердого с це зазвичай глухий велярний проривний приголосний [k], що зустрічається у сполученнях літери c, та голосних a, o, u. М'який с у свою чергу зустрічається перед буквами e, i, y, та позначає різні звуки, залежно від мови.

## Поява
Різниця у вимові літери С у різних позиціях з'явилася у результаті історичної палаталізації звука [k] у пізній латині перед звуками [e], [i], що графічно позначалися як e, i. y (у той час, як у класичній вимові, літера С вимовлялася тільки твердо: Cicero /kikero/, centrum /kentrum/, Macedonia /makedonia/). Пізніше, інші європейські мови, разом із запозиченими словами, де С вже читалася по-новому, успадкували особливість прочитання цього звуку, як ортографічну особливість (особливо це стосується романських мов, та мов, що були зазнали їх вплив).

## У мовах

### Англійська мова
В ортографії англійської мови тверда с позначає звук [k], у той час, як м'яка ― [s]. Під дією йод-коалесценції [sj], особливо в ненаголошених складах, перейшло в [ʃ] в більшості різновидів англійської мови, в таких словах як ocean, logician і magician. Як правило, м'яке c вимовляється перед e, i, y; також перед ае і oe в ряді грецьких і латинських запозичень (coelacanth, caecum, caesar).
Тверде c вимовляється у всіх інших випадках, за винятком буквосполучень sc, ch і sch, для яких існують власні правила вимови. Поєднання cc зазвичай позначає [ks] перед e, i, y, як в словах accident, succeed, coccyx.